# Idalberto Chiavenato
Idalberto Chiavenato (Viradouro, 1936) é um escritor, professor e consultor administrativo brasileiro. Atua na área de administração de empresas e recursos humanos. É um dos autores nacionais mais conhecidos e respeitados nas áreas de Administração de Empresas e Recursos Humanos. É graduado em Filosofia/Pedagogia, com especialização em Psicologia Educacional pela USP, em Direito pela Universidade Mackenzie e pós-graduado em Administração de empresas pela EAESP-FGV. É Mestre (MBA) e Doutor (Ph.D.) em Administração pela City University of Los Angeles, California, EUA. Foi professor da EAESP-FGV, como também de várias universidades no exterior. 